# Gran Premio di Monaco 1988
Il Gran Premio di Monaco 1988 fu una gara di Formula 1, disputatasi il 15 maggio 1988 sul Circuito di Monte Carlo. Fu la terza prova del mondiale 1988 e vide la vittoria di Alain Prost su McLaren - Honda, seguito da Gerhard Berger e da Michele Alboreto.

## Qualifiche
Sullo stretto circuito del Principato Senna si dimostrò nettamente superiore agli avversari, conquistando la pole position con un vantaggio di un secondo e mezzo sul compagno Prost (Senna in seguito ammise di aver raggiunto in quel giro un totale "stato di grazia" mai più verificatosi in maniera così intensa in futuro). Ancora più distanti gli altri, con Berger unico capace di contenere il divario sotto i tre secondi; dietro all'austriaco si qualificarono poi Alboreto, Mansell e Nannini. In difficoltà le Lotus, con Piquet solo undicesimo e Nakajima addirittura non qualificato per la gara.

### Classifica
| Pos                     | No | Pilota             | Costruttore                    | Tempo    | Distacco |
| ----------------------- | -- | ------------------ | ------------------------------ | -------- | -------- |
| 1                       | 12 | Ayrton Senna       | McLaren - Honda                | 1'23"998 |          |
| 2                       | 11 | Alain Prost        | McLaren - Honda                | 1'25"425 | +1"427   |
| 3                       | 28 | Gerhard Berger     | Ferrari                        | 1'26"685 | +2"687   |
| 4                       | 27 | Michele Alboreto   | Ferrari                        | 1'27"297 | +3"299   |
| 5                       | 5  | Nigel Mansell      | Williams - Judd                | 1'27"665 | +3"667   |
| 6                       | 19 | Alessandro Nannini | Benetton - Ford                | 1'27"869 | +3"871   |
| 7                       | 17 | Derek Warwick      | Arrows - Megatron              | 1'27"872 | +3"874   |
| 8                       | 6  | Riccardo Patrese   | Williams - Judd                | 1'28"016 | +4"018   |
| 9                       | 18 | Eddie Cheever      | Arrows - Megatron              | 1'28"227 | +4"229   |
| 10                      | 3  | Jonathan Palmer    | Tyrrell - Ford                 | 1'28"358 | +4"360   |
| 11                      | 1  | Nelson Piquet      | Lotus - Honda                  | 1'28"403 | +4"405   |
| 12                      | 14 | Philippe Streiff   | AGS - Ford                     | 1'28"527 | +4"529   |
| 13                      | 30 | Philippe Alliot    | Lola Larrousse - Ford          | 1'28"536 | +4"538   |
| 14                      | 15 | Maurício Gugelmin  | March - Judd                   | 1'28"610 | +4"612   |
| 15                      | 24 | Luis Pérez-Sala    | Minardi - Ford                 | 1'28"625 | +4"627   |
| 16                      | 20 | Thierry Boutsen    | Benetton - Ford                | 1'28"640 | +4"642   |
| 17                      | 36 | Alex Caffi         | Dallara Scuderia Italia - Ford | 1'29"075 | +5"077   |
| 18                      | 32 | Oscar Larrauri     | EuroBrun - Ford                | 1'29"093 | +5"095   |
| 19                      | 22 | Andrea De Cesaris  | Rial - Ford                    | 1'29"298 | +5"300   |
| 20                      | 25 | René Arnoux        | Ligier - Judd                  | 1'29"480 | +5"482   |
| 21                      | 29 | Yannick Dalmas     | Lola Larrousse - Ford          | 1'29"601 | +5"603   |
| 22                      | 16 | Ivan Capelli       | March - Judd                   | 1'29"603 | +5"605   |
| 23                      | 9  | Piercarlo Ghinzani | Zakspeed                       | 1'30"121 | +6"123   |
| 24                      | 31 | Gabriele Tarquini  | Coloni - Ford                  | 1'30"252 | +6"254   |
| 25                      | 21 | Nicola Larini      | Osella - Alfa Romeo            | 1'30"335 | +6"337   |
| 26                      | 26 | Stefan Johansson   | Ligier - Judd                  | 1'30"505 | +6"507   |
| Vetture non qualificate |    |                    |                                |          |          |
| NQ                      | 2  | Satoru Nakajima    | Lotus - Honda                  | 1'30"611 | +6"613   |
| NQ                      | 10 | Bernd Schneider    | Zakspeed                       | 1'30"613 | +6"615   |
| NQ                      | 23 | Adrián Campos      | Minardi - Ford                 | 1'30"793 | +6"795   |
| NQ                      | 4  | Julian Bailey      | Tyrrell - Ford                 | 1'30"816 | +6"818   |

## Gara
Al via Senna mantenne la prima posizione, mentre Prost fu sopravanzato da Berger. L'austriaco oppose una strenua resistenza agli attacchi del pilota della McLaren, permettendo così a Senna di prendere il largo; quando Prost riuscì ad avere la meglio sul pilota della Ferrari, al 54º giro, il suo compagno di squadra aveva un vantaggio vicino al minuto. Nel corso del 66º giro, però, Senna ebbe un calo di concentrazione e andò a sbattere contro le barriere della curva Portier, ritirandosi e regalando la vittoria a Prost. Il francese conquistò quindi la seconda vittoria stagionale, davanti alle due Ferrari di Berger ed Alboreto; quarto chiuse Warwick, seguito da Palmer e Patrese.

### Classifica
| Pos | N. | Pilota             | Costruttore/Motore | Giri | Tempo/Ritiro                               | Griglia | Punti |
| --- | -- | ------------------ | ------------------ | ---- | ------------------------------------------ | ------- | ----- |
| 1   | 11 | Alain Prost        | McLaren - Honda    | 78   | 1h57'17"077                                | 2       | 9     |
| 2   | 28 | Gerhard Berger     | Ferrari            | 78   | + 20"453                                   | 3       | 6     |
| 3   | 27 | Michele Alboreto   | Ferrari            | 78   | + 41"229                                   | 4       | 4     |
| 4   | 17 | Derek Warwick      | Arrows - Megatron  | 77   | + 1 Giro                                   | 7       | 3     |
| 5   | 3  | Jonathan Palmer    | Tyrrell - Ford     | 77   | + 1 Giro                                   | 10      | 2     |
| 6   | 6  | Riccardo Patrese   | Williams - Judd    | 77   | + 1 Giro                                   | 8       | 1     |
| 7   | 29 | Yannick Dalmas     | Larrousse - Ford   | 77   | + 1 Giro                                   | 21      |       |
| 8   | 20 | Thierry Boutsen    | Benetton - Ford    | 76   | + 2 Giri                                   | 16      |       |
| 9   | 21 | Nicola Larini      | Osella             | 75   | + 3 Giri                                   | 25      |       |
| 10  | 16 | Ivan Capelli       | March - Judd       | 72   | + 6 Giri                                   | 22      |       |
| Rit | 12 | Ayrton Senna       | McLaren - Honda    | 66   | Incidente                                  | 1       |       |
| Rit | 30 | Philippe Alliot    | Larrousse - Ford   | 50   | Collisione con R.Patrese                   | 13      |       |
| Rit | 15 | Maurício Gugelmin  | March - Judd       | 45   | Problemi al sistema di benzina             | 14      |       |
| Rit | 9  | Piercarlo Ghinzani | Zakspeed           | 43   | Cambio                                     | 23      |       |
| Rit | 19 | Alessandro Nannini | Benetton - Ford    | 38   | Cambio                                     | 6       |       |
| Rit | 24 | Luis Pérez-Sala    | Minardi - Ford     | 36   | Problemi al semiasse                       | 15      |       |
| Rit | 5  | Nigel Mansell      | Williams - Judd    | 32   | Collisione con M.Alboreto                  | 5       |       |
| Rit | 22 | Andrea De Cesaris  | Rial - Ford        | 28   | Motore                                     | 19      |       |
| Rit | 25 | René Arnoux        | Ligier - Judd      | 17   | Motore                                     | 20      |       |
| Rit | 32 | Oscar Larrauri     | EuroBrun - Ford    | 14   | Freni                                      | 18      |       |
| Rit | 18 | Eddie Cheever      | Arrows - Megatron  | 8    | Motore                                     | 9       |       |
| Rit | 26 | Stefan Johansson   | Ligier - Judd      | 6    | Motore                                     | 26      |       |
| Rit | 31 | Gabriele Tarquini  | Coloni - Ford      | 5    | Problemi alla sospensione anteriore destra | 24      |       |
| Rit | 1  | Nelson Piquet      | Lotus - Honda      | 1    | Collisione con E.Cheever                   | 11      |       |
| Rit | 36 | Alex Caffi         | Dallara - Ford     | 0    | Incidente                                  | 17      |       |
| Rit | 14 | Philippe Streiff   | AGS - Ford         | 0    | Problemi all'acceleratore                  | 12      |       |
| NQ  | 2  | Satoru Nakajima    | Lotus - Honda      |      |                                            |         |       |
| NQ  | 10 | Bernd Schneider    | Zakspeed           |      |                                            |         |       |
| NQ  | 23 | Adrián Campos      | Minardi - Ford     |      |                                            |         |       |
| NQ  | 4  | Julian Bailey      | Tyrrell - Ford     |      |                                            |         |       |
| EX  | 33 | Stefano Modena     | EuroBrun - Ford    |      | Escluso                                    |         |       |

## Classifiche

### Piloti
| Pos. | Pilota             | Punti |
| ---- | ------------------ | ----- |
| 1    | Alain Prost        | 24    |
| 2    | Gerhard Berger     | 14    |
| 3    | Ayrton Senna       | 9     |
| 4    | Nelson Piquet      | 8     |
| 5    | Michele Alboreto   | 6     |
| 5    | Derek Warwick      | 6     |
| 7    | Thierry Boutsen    | 3     |
| 8    | Jonathan Palmer    | 2     |
| 9    | Satoru Nakajima    | 1     |
| 9    | Alessandro Nannini | 1     |
| 9    | Riccardo Patrese   | 1     |

### Costruttori
| Pos. | Team              | Punti |
| ---- | ----------------- | ----- |
| 1    | McLaren - Honda   | 33    |
| 2    | Ferrari           | 20    |
| 3    | Lotus - Honda     | 9     |
| 4    | Arrows - Megatron | 6     |
| 5    | Benetton - Ford   | 4     |
| 6    | Tyrrell - Ford    | 2     |
| 7    | Williams - Judd   | 1     |